# Stefania Sandrelli

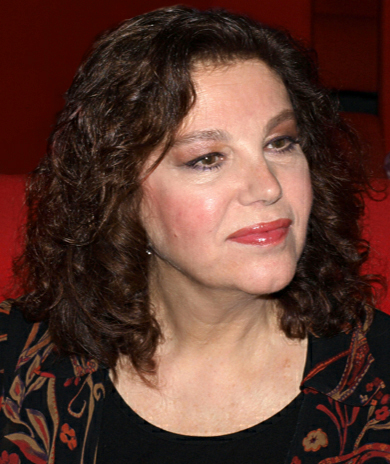
Stefania Sandrelli (2010)

Stefania Sandrelli (* 5. Juni 1946 in Viareggio, Provinz Lucca) ist eine italienische Schauspielerin.

## Leben
Im Alter von 15 Jahren gewann Sandrelli einen Schönheitswettbewerb, wodurch sie umgehend ihre erste Filmrolle in Mario Sequis Gioventù di notte (1961) bekam. Neben Ugo Tognazzi spielte sie im selben Jahr in Luciano Salces Faschismuspersiflage Il federale und als junge Verführerin in der Komödie Scheidung auf italienisch von Pietro Germi. Sie trat noch in mehreren Filmen Germis auf, darunter in einer Doppelrolle an der Seite von Dustin Hoffman in Alfredo, Alfredo, dem letzten Film des Regisseurs. Unter Bernardo Bertolucci wirkte sie in Partner (1968) und Novecento (1976) mit. Ettore Scola besetzte sie neben Nino Manfredi und Vittorio Gassman in C’eravamo tanto amati (1974), einer Geschichte der italienischen Linken.
Anfang der 1980er Jahre erreichte ihre Karriere einen Tiefpunkt. 1983 spielte sie die Hauptrolle in Tinto Brass’ Erotikkomödie La chiave, deren Erfolg ihre Filmarbeit wieder zum Leben erwecken konnte. Zu ihren herausragenden Leistungen der 1980er Jahre zählen ihre Darstellungen in Ettore Scolas Die Familie (1987) und in Roberto Benignis Komödie Ein himmlischer Teufel (1988), in der sie die Liebhaberin eines von Walter Matthau verkörperten Priesters spielte.
Bei einem Großteil ihrer Filme handelte es sich um internationale, häufig italienisch-französische Koproduktionen.
Ihre Tochter Amanda Sandrelli ist ebenfalls Schauspielerin.

## Filmografie (Auswahl)
- 1961: Nackt jeden Abend (Gioventù di notte)
- 1961: Zwei in einem Stiefel (Il federale)
- 1961: Scheidung auf italienisch (Divorzio all’italiana)
- 1962: Die Jungfrauen (Les vierges)
- 1963: In Ketten zum Schafott (Il fornaretto di Venezia)
- 1963: Die Millionen eines Gehetzten (L'aîné des ferchaux)
- 1963: Verführung auf italienisch (Sedotta e abbandonata)
- 1965: Ich habe sie gut gekannt (Io la conoscevo bene)
- 1966: Geliebter Schuft (Tendre voyou)
- 1967: Unmoralisch lebt sich's besser (L’immorale)
- 1968: Partner
- 1968: Die Geliebte von Gramigna (L’amante di Gramigna)
- 1970: Der große Irrtum (Il conformista)
- 1970: Brancaleone auf Kreuzzug ins Heilige Land (Brancaleone alle crociate)
- 1971: Der schwarze Leib der Tarantel (La tarantola dal ventre nero)
- 1972: Alfredo, Alfredo
- 1974: Das Verbrechen (Delitto d’amore)
- 1974: Wir waren so verliebt (C’eravamo tanto amati)
- 1975: Die Schuldigen mit den sauberen Händen (Les magiciens)
- 1976: 1900 (Novecento)
- 1976: Police Python 357
- 1977: Liebe ist etwas Zärtliches (Io sono Mia)
- 1978: Der Schwimmeister (Le maître-nageur)
- 1978: Stau (L’ingorgo – una storia impossibile)
- 1980: Desideria (Desideria: La vita interiore)
- 1980: Die Terrasse (La terrazza)
- 1983: The Key – Der Schlüssel (La chiave)
- 1985: Una donna allo specchio
- 1985: Dolce Vita – Nicht für uns (Magic Moments)
- 1986: Die Braut war wunderschön (La sposa era bellissima)
- 1986: Die Familie (La famiglia)
- 1986: Hoffen wir, daß es ein Mädchen wird (Speriamo che sia femmina)
- 1987: Die wundersamen Erlebnisse des Pontius Pilatus (Secondo Ponzio Pilato)
- 1987: Ertrinken verboten (Noyade interdite)
- 1987: Brille mit Goldrand (Gli occhiali d’oro)
- 1988: Die französische Cousine (Mignon è partita)
- 1988: Ein himmlischer Teufel (Il piccolo diavolo)
- 1988: Stradivari
- 1990: Evelina und ihre Söhne (Evelina e i suoi figli)
- 1990: Kein Mann für die Liebe (Il male oscuro)
- 1990: Die Rückkehr (L’africana)
- 1992: Jamon Jamon (Jamón, jamón)
- 1994: Der Ring des Drachen (Desideria e l’anello del drago) (TV)
- 1996: Gefühl und Verführung (Stealing Beauty)
- 1998: La cena
- 1999: Volavérunt
- 2001: Ein letzter Kuss (L’ultimo bacio)
- 2003: Um Filme Falado – Reise nach Bombay (Um Filme Falado)
- 2003: Gente di Roma
- 2010: La prima cosa bella
- 2024: Marcello Mio
- 2024: Parthenope

## Auszeichnungen
- 1969: Darstellerpreis des San Sebastián International Film Festival für Die Geliebte von Gramigna
- 1971: 2. Platz bei der Vergabe des Preides der National Society of Film Critics für Der große Irrtum
- 1980: Nastro d’Argento für Die Terrasse (Beste Nebendarstellerin)
- 1989: David di Donatello für Die französische Cousine (Beste Hauptdarstellerin)
- 1989: Nastro d’Argento für Die französische Cousine (Beste Nebendarstellerin)
- 1990: Pasinetti-Preis bei den Internationalen Filmfestspielen von Venedig für Die Rückkehr (Beste Darstellerin)
- 1999: Nastro d’Argento für La cena (Beste Nebendarstellerin)
- 2001: David di Donatello für Ein letzter Kuss (Beste Nebendarstellerin)
- 2001: Nastro d’Argento für Ein letzter Kuss (Beste Nebendarstellerin)
- 2002: David di Donatello für Figli/Hijos (Beste Nebendarstellerin)
- 2002: Taormina Arte Award des Taormina International Film Festival
- 2005: Goldener Löwe der Internationalen Filmfestspiele von Venedig (Ehrenpreis für ein Lebenswerk)
- 2006: Nastro d’Argento (Ehrenpreis)
- 2007: Flaiano International Prize (Preis für ein Lebenswerk)
- 2010: Darstellerpreis des Primavera del Cinema Italiano Festival für La prima cosa bella
- 2010: Nastro d’Argento für La prima cosa bella (Beste Hauptdarstellerin, gemeinsam mit ihrer Filmpartnerin Micaela Ramazzotti)
- 2010: Grand Prix Special des Amériques des Montreal World Film Festival
- 2016: Leopard Club Award des Internationalen Filmfestivals von Locarno